# Liste der Monuments historiques in Saint-Amé
Die Liste der Monuments historiques in Saint-Amé führt die Monuments historiques in der französischen Gemeinde Saint-Amé auf.

## Liste der Immobilien
| Bezeichnung                          | Beschreibung | Standort                  | Kennzeichnung | Schutzstatus | Datum | Bild           |
| ------------------------------------ | --- | ------------------------- | ------------- | ------------ | ----- | -------------- |
| Pont des Fées                        | Steinwall, ab dem 7. Jahrhundert; auch auf dem Gebiet von Saint-Étienne-lès-Remiremont                                  | westlich des Ortes (Lage) | PA00107272    | Inscrit      | 1988  |                |
| Archäologische Stätte von Saint-Mont | Reste einer Klosteranlage, genutzt vom 7. bis zum 18. Jahrhundert; auch auf dem Gebiet von Saint-Étienne-lès-Remiremont | westlich des Ortes (Lage) | PA00135425    | Inscrit      | 1995  | weitere Bilder |

## Liste der Objekte
| Bezeichnung  | Beschreibung        | Standort                    | Kennzeichnung | Schutzstatus | Datum | Bild |
| ------------ | ------------------- | --------------------------- | ------------- | ------------ | ----- | ---- |
| Chorschranke | Schmiedeeisen, 1774 | in der Kirche St-Amé (Lage) | PM88000838    | Classé       | 1956  |      |